# 胡敦欣
胡敦欣（1936年10月20日—），中国物理海洋学家。出生于山东省即墨县（今青岛市即墨区）。1961年毕业于山东大学（毕业前改组为山东海洋学院，今中国海洋大学）。1966年中国科学院海洋研究所研究生毕业。2001年当选为中国科学院院士。中国科学院海洋研究所研究员。中国海洋湖沼学会理事长，国际黄海研究会会长。